# Condado de Haskell (Texas)
El condado de Haskell es uno de los 254 condados del estado estadounidense de Texas. La sede del condado es Haskell, al igual que su mayor ciudad. El condado tiene un área de 2.358 km² (de los cuales 19 km² están cubiertos por agua) y una población de 6.093 habitantes, para una densidad de población de 3 hab/km² (según censo nacional de 2000). Este condado fue fundado en 1858.
Un investigador asegura que la llamada «gripe española» apareció en el Condado de Haskell, Kansas en enero de 1918. Fue una pandemia de gripe de inusitada gravedad, causado por un brote de Influenza virus A del subtipo H1N1 mató entre 50 y 100 millones de personas en todo el mundo entre 1918 y 1919.[1] [2] Se cree que ha sido una de las más letales pandemias en la historia de la humanidad. Muchas de sus víctimas fueron adultos jóvenes y saludables, a diferencia de otras epidemias de gripe que afectan a niños, ancianos o personas debilitadas.
Los Aliados de la Primera Guerra Mundial la llamaron Gripe española porque la pandemia recibió una mayor atención de la prensa en España que en el resto del mundo, ya que España no se vio involucrada en la guerra y por tanto no censuró la información sobre la enfermedad.
La enfermedad se observó por primera vez en Fort Riley, Kansas, Estados Unidos el 11 de marzo de 1918.

## Demografía
Para el censo de 2000, había 6.093 personas, 2.569 cabezas de familia, y 1.775 familias residiendo en el condado. La densidad de población era de 7 habitantes por milla cuadrada.
La composición racial del condado era:
- 82,78% blancos
- 2,79% negros o negros americanos
- 0,54% nativos americanos
- 0,15% asiáticos
- 0,02% isleños
- 11,67% otras razas
- 2,05% de dos o más razas.

Había 2.569 cabezas de familia, de las cuales el 27,40% tenían menores de 18 años viviendo con ellas, el 57,60% eran parejas casadas viviendo juntas, el 8,80% eran mujeres cabeza de familia monoparental (sin cónyuge), y 30,90% no eran familias.
El tamaño promedio de una familia era de 2,86 miembros.
En el condado el 23,70% de la población tenía menos de 18 años, el 5,70% tenía de 18 a 24 años, el 22,10% tenía de 25 a 44, el 22,90% de 45 a 64, y el 25,50% eran mayores de 65 años. La edad promedio era de 44 años. Por cada 100 mujeres había 88,90 hombres. Por cada 100 mujeres mayores de 18 años había 86,30 hombres.

## Economía
Los ingresos medios de una cabeza de familia del condado eran de USD$23.690 y el ingreso medio familiar era de $29.506. Los hombres tenían unos ingresos medios de $23.542 frente a $16.418 de las mujeres. El ingreso per cápita del condado era de $14.918. El 16,90% de las familias y el 22,80% de la población estaban debajo de la línea de pobreza. Del total de gente en esta situación, 34,00% tenían menos de 18 y el 15,40% tenían 65 años o más.